# ناتالیا مارتیروسیان
ناتالیا آرتمی مارتیروسیان (ارمنی: Նատալյա Արտեմի Մարտիրոսյան؛  زادهٔ ۲ اکتبر ۱۸۸۹ - درگذشته ۱۴ ژوئن ۱۹۶۰) مهندس، مهندس عمران اهل ارمنستان بود.

## زندگی‌نامه
وی در ۱۴ اکتبر [سبک قدیمی: ۲ اکتبر] ۱۸۸۹ در تفلیس به دنیا آمد و از دوره‌های عالی فنی زنان (۱۹۱۵) فارغ‌التحصیل گشت. همچنین برندهٔ جوایزی همچون نشان لنین و نشان پرچم سرخ کار شده است. وی در ۱۴ ژوئن ۱۹۶۰ در سن ۷۰ سالگی در ایروان درگذشت.

## آثار
- hy:Հոկտեմբերյանի ջրանցք
- hy:Շիրակի ջրանցք
- دریاچه آرپی

## یادداشت
1. ↑  քաղինժեներ
2. ↑  Կանանց բարձրագույն պոլիտեխնիկական դասընթացներ